# Michael Bunting
Michael Bunting (* 17. září 1995 Toronto) je profesionální kanadský hokejový útočník momentálně hrající v týmu Nashville Predators v severoamerické lize NHL. V roce 2014 byl draftován ve 4. kole jako 117. celkově týmem Arizona Coyotes. Na MS 2021 v Lotyšsku s kanadskou hokejovou reprezentací vybojoval zlatou medaili.

## Ocenění a úspěchy
- 2022 NHL – All-Rookie Tým
- 2022 NHL – Nejproduktivnější nováček

## Prvenství
- Debut v NHL – 11. prosince 2018 (Boston Bruins proti Arizona Coyotes)
- První gól v NHL – 11. prosince 2018 (Boston Bruins proti Arizona Coyotes, finskému brankáři Tuukka Rask)
- První asistence v NHL – 31. března 2021 (Colorado Avalanche proti Arizona Coyotes)
- První hattrick v NHL – 5. dubna 2021 (Los Angeles Kings proti Arizona Coyotes)

## Klubové statistiky
| Sezóna      | Klub                        | Soutěž      |     | Základní část | Základní část | Základní část | Základní část | Základní část |   | Play off | Play off | Play off | Play off | Play off |
| Sezóna      | Klub                        | Soutěž      | Z   | G             | A             | B             | TM            | Z             | G | A        | B        | TM       |          |          |
| 2013–14     | Sault Ste. Marie Greyhounds | OHL         | 48  | 15            | 27            | 42            | 34            | 9             | 5 | 1        | 6        | 4        |          |          |
| 2014–15     | Sault Ste. Marie Greyhounds | OHL         | 57  | 37            | 37            | 74            | 39            | 14            | 9 | 5        | 14       | 10       |          |          |
| 2015–16     | Springfield Falcons         | AHL         | 63  | 11            | 14            | 25            | 41            | —             | — | —        | —        | —        |          |          |
| 2015–16     | Rapid City Rush             | ECHL        | 7   | 2             | 0             | 2             | 4             | —             | — | —        | —        | —        |          |          |
| 2016–17     | Tucson Roadrunners          | AHL         | 67  | 13            | 15            | 28            | 52            | —             | — | —        | —        | —        |          |          |
| 2017–18     | Tucson Roadrunners          | AHL         | 67  | 23            | 20            | 43            | 45            | 9             | 3 | 1        | 4        | 27       |          |          |
| 2018–19     | Tucson Roadrunners          | AHL         | 52  | 19            | 22            | 41            | 84            | —             | — | —        | —        | —        |          |          |
| 2018–19     | Arizona Coyotes             | NHL         | 5   | 1             | 0             | 1             | 2             | —             | — | —        | —        | —        |          |          |
| 2019–20     | Tucson Roadrunners          | AHL         | 58  | 12            | 37            | 49            | 49            | —             | — | —        | —        | —        |          |          |
| 2020–21     | Tucson Roadrunners          | AHL         | 16  | 7             | 12            | 19            | 14            | —             | — | —        | —        | —        |          |          |
| 2020–21     | Arizona Coyotes             | NHL         | 21  | 10            | 3             | 13            | 12            | —             | — | —        | —        | —        |          |          |
| 2021–22     | Toronto Maple Leafs         | NHL         | 79  | 23            | 40            | 63            | 80            | 6             | 1 | 2        | 3        | 4        |          |          |
| 2022–23     | Toronto Maple Leafs         | NHL         | 82  | 23            | 26            | 49            | 103           | 7             | 1 | 1        | 2        | 15       |          |          |
| 2023–24     | Carolina Hurricanes         | NHL         | 60  | 13            | 23            | 36            | 55            | —             | — | —        | —        | —        |          |          |
| 2023–24     | Pittsburgh Penguins         | NHL         | 21  | 6             | 13            | 19            | 2             | —             | — | —        | —        | —        |          |          |
| 2024–25     | Pittsburgh Penguins         | NHL         | 58  | 14            | 15            | 29            | 48            | —             | — | —        | —        | —        |          |          |
| 2024–25     | Nashville Predators         | NHL         | 18  | 5             | 4             | 9             | 20            | —             | — | —        | —        | —        |          |          |
| NHL celkově | NHL celkově                 | NHL celkově | 344 | 95            | 124           | 219           | 322           | 13            | 2 | 3        | 5        | 19       |          |          |

## Reprezentace
| Rok            | Tým            | Soutěž         | Z  | G | A | B | TM |
| -------------- | -------------- | -------------- | -- | - | - | - | -- |
| 2021           | Kanada         | MS             | 10 | 0 | 0 | 0 | 6  |
| 2024           | Kanada         | MS             | 10 | 1 | 3 | 4 | 4  |
| Senioři celkem | Senioři celkem | Senioři celkem | 20 | 1 | 3 | 4 | 10 |